# Герб Сянока
Герб міста Сянок, осередку східної Лемківщини, нині адміністративного центру Сяноцького повіту Підкарпатського воєводства Польщі.

## Історія
Герб має три поля. Фон трьох полів — кольори міста: червоний, білий і синій. Поля — це дві вертикальні смуги, третє поле додається вгорі, що доходить до половини герба.
- Найдавніша частина герба, що датується межею XIV і XV століття, — це ліве нижнє поле, на якому зображено Архангела Михаїла як переможця демона-вбивці, який лежить під ногами небесного воїна. Архангел Михаїл зображується з крилами та круглим німбом навколо голови, у довгих шатах або в короткій лицарській туніці чи обладунках. У правій руці він тримав меч або спис, а в лівій — ланцюг. Загалом св. Міхаїл проколов рота демона списом або вказав піднятим лезом палаючого меча на нього. На гербі Санока ангел-воїн тримає в лівиці кінець ланцюга, що зав'язаний на шиї і стримує переможеного сатану, як виявив св. Іоанна (Об. 20,2). Ланцюгові мотиви зустрічаються також у силезійському мистецтві, а також у німецькій та південно-французькій іконографії.
- Інші поля було додано пізніше. Архангел Михаїл — покровитель міста Санок.
- Срібне поле із зображенням зеленого змія у короні, який ковтає дитину, додали до герба міста у XVI столітті. Це герб родини Сфорца, з якого походила Бона Сфорца — дружина Сигізмунда І Старого, правителя Польщі та Литви, володаря королівського замку в Саноку. Вважається, що причиною додавання цього поля до герба було висловлення вдячності Боні за турботу про місто.
- Верхнє поле — герб Польщі — білий орел з короною на червоному тлі. Так герб містить елемент, що посилює польськість міста. Невідомо, коли третє поле було додане до герба.

Герб був увінчаний короною, оскільки до 1772 р. (Перший поділ Польщі) Санок був королівським вільним містом.

## Використання
У 1991—1999 роках герб міста був головним елементом логотипу хокейного клубу Sanockie Towarzystwo Sportowe (STS) Sanok. Дві палички хокею та шайба були поміщені в герб, тоді як основні кольори, червоний, білий та синій, були прийняті як клубні кольори.

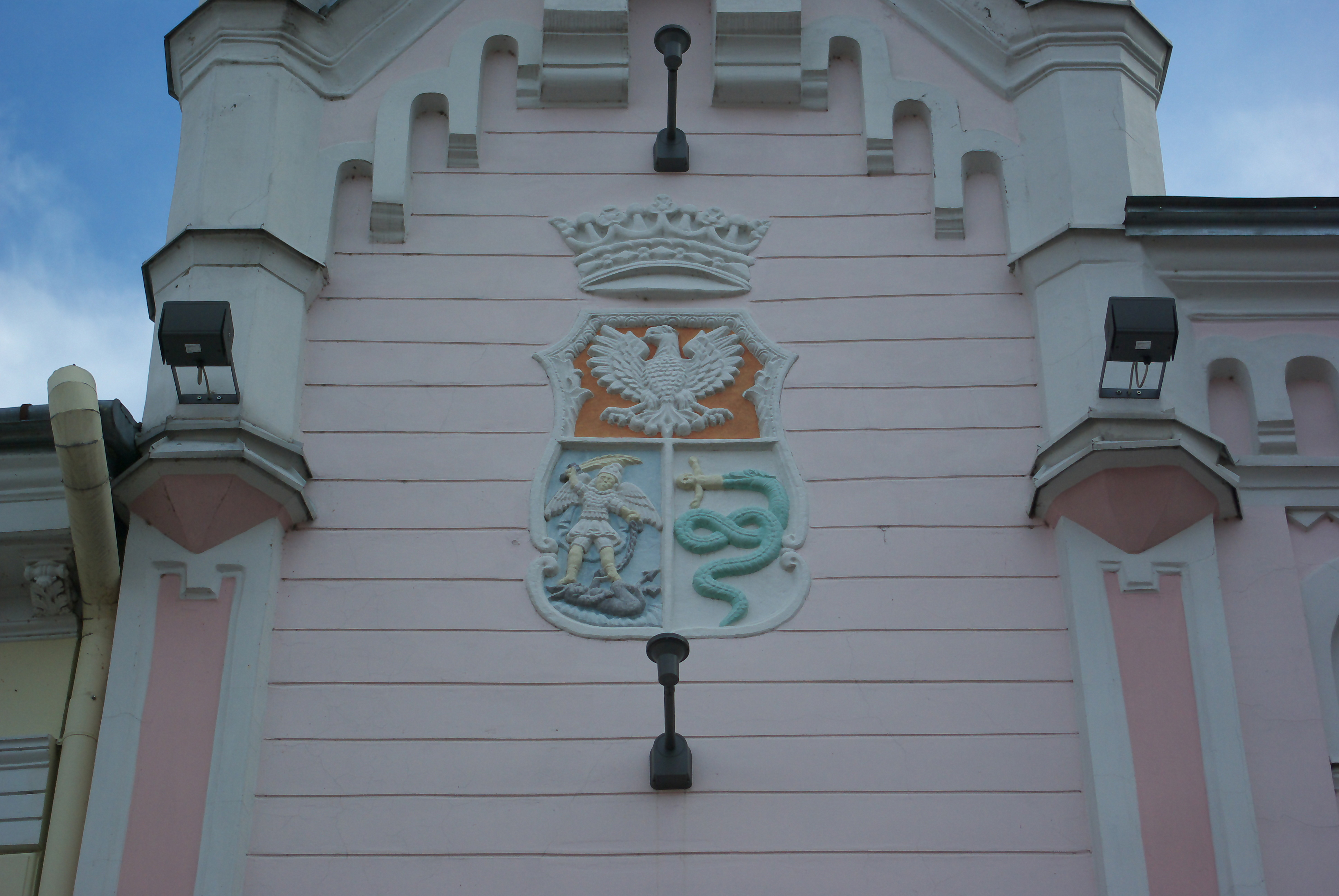
Стара ратуша в Санок. Північна ліва вежа
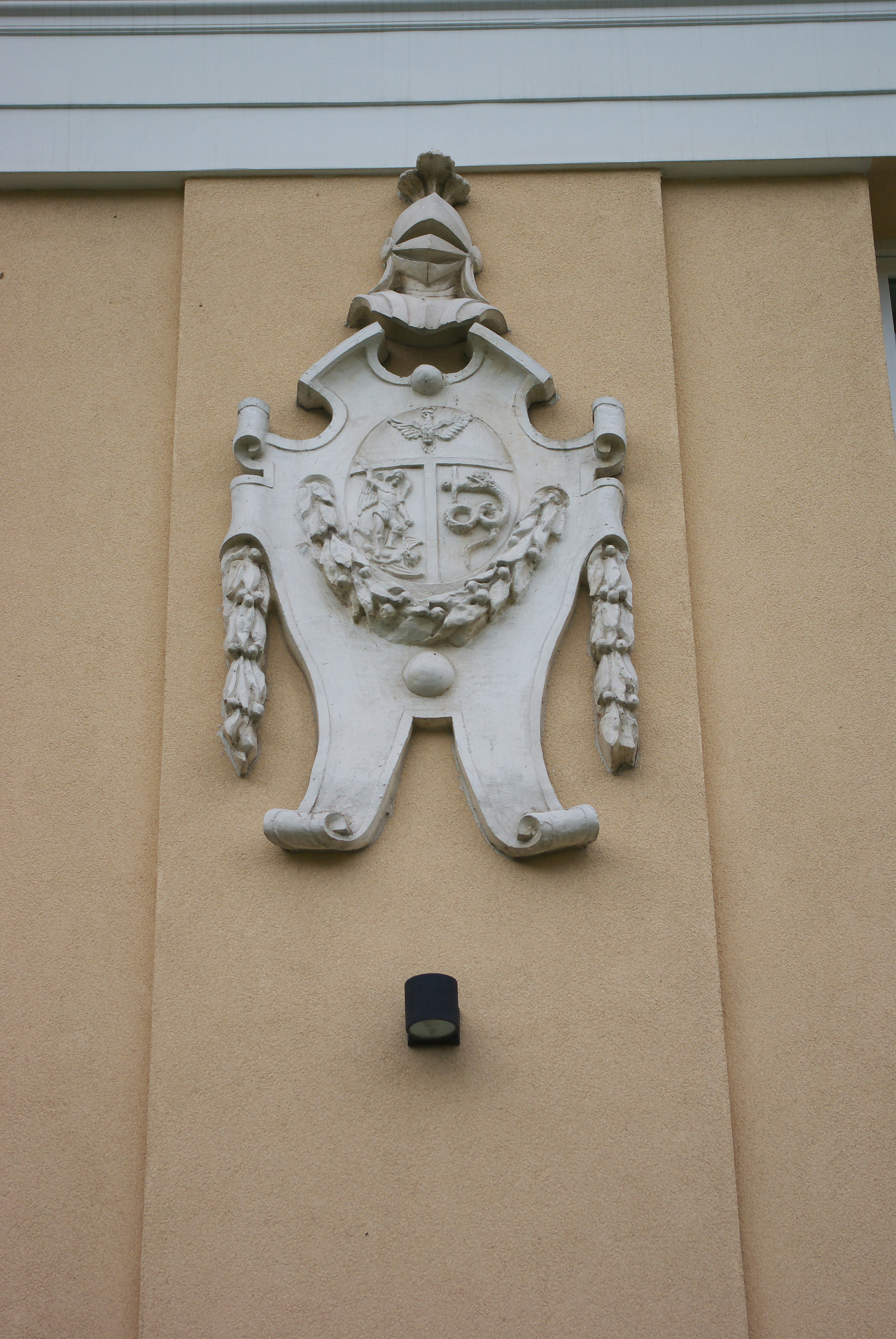
Барельєфи на будівлях по вул. Міцкевича, 21
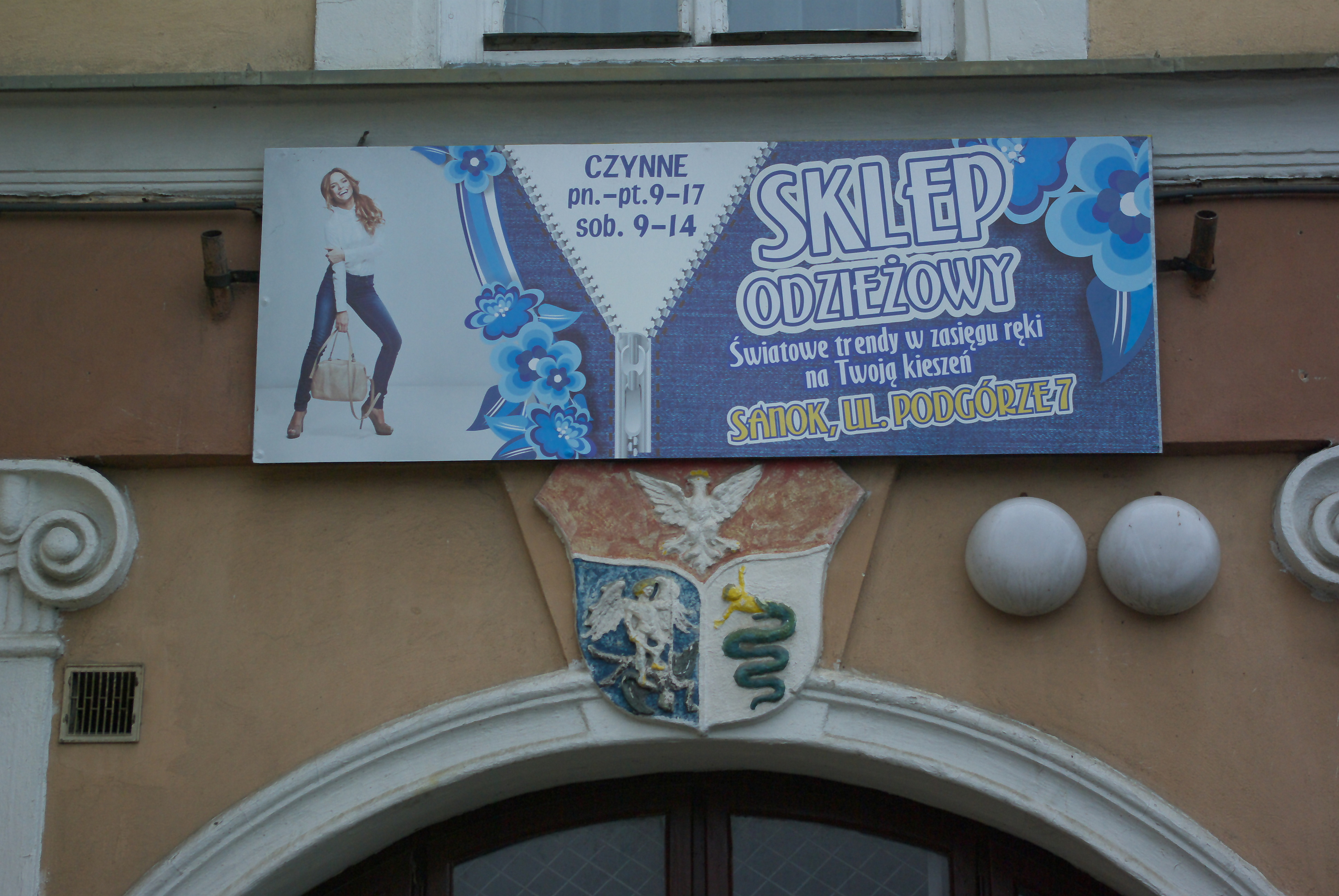
Будівля за адресою вулиця Підгоже, 7
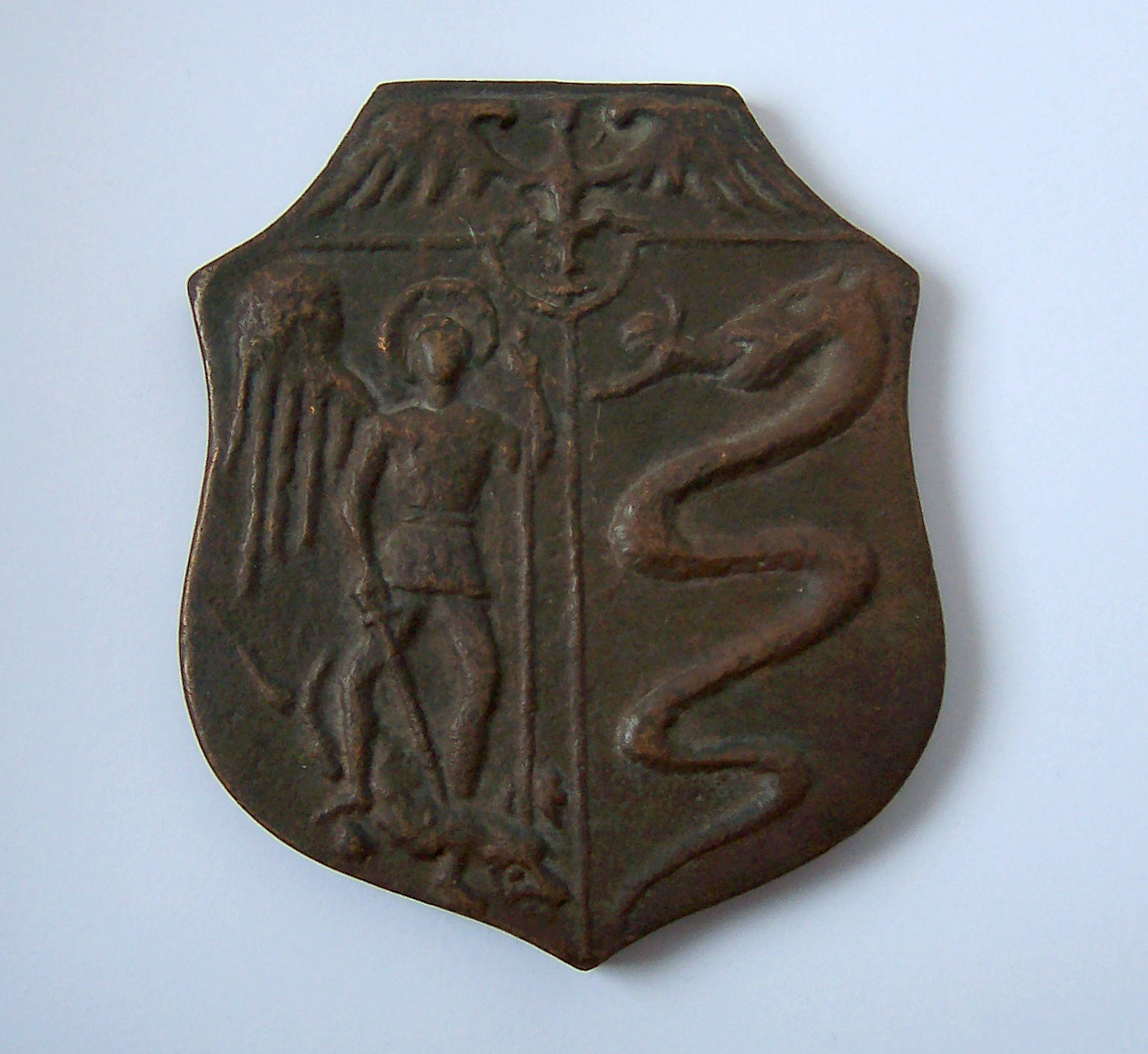
Меморіальна дошка в честь Ґжегожа із Санок (1477-1977)
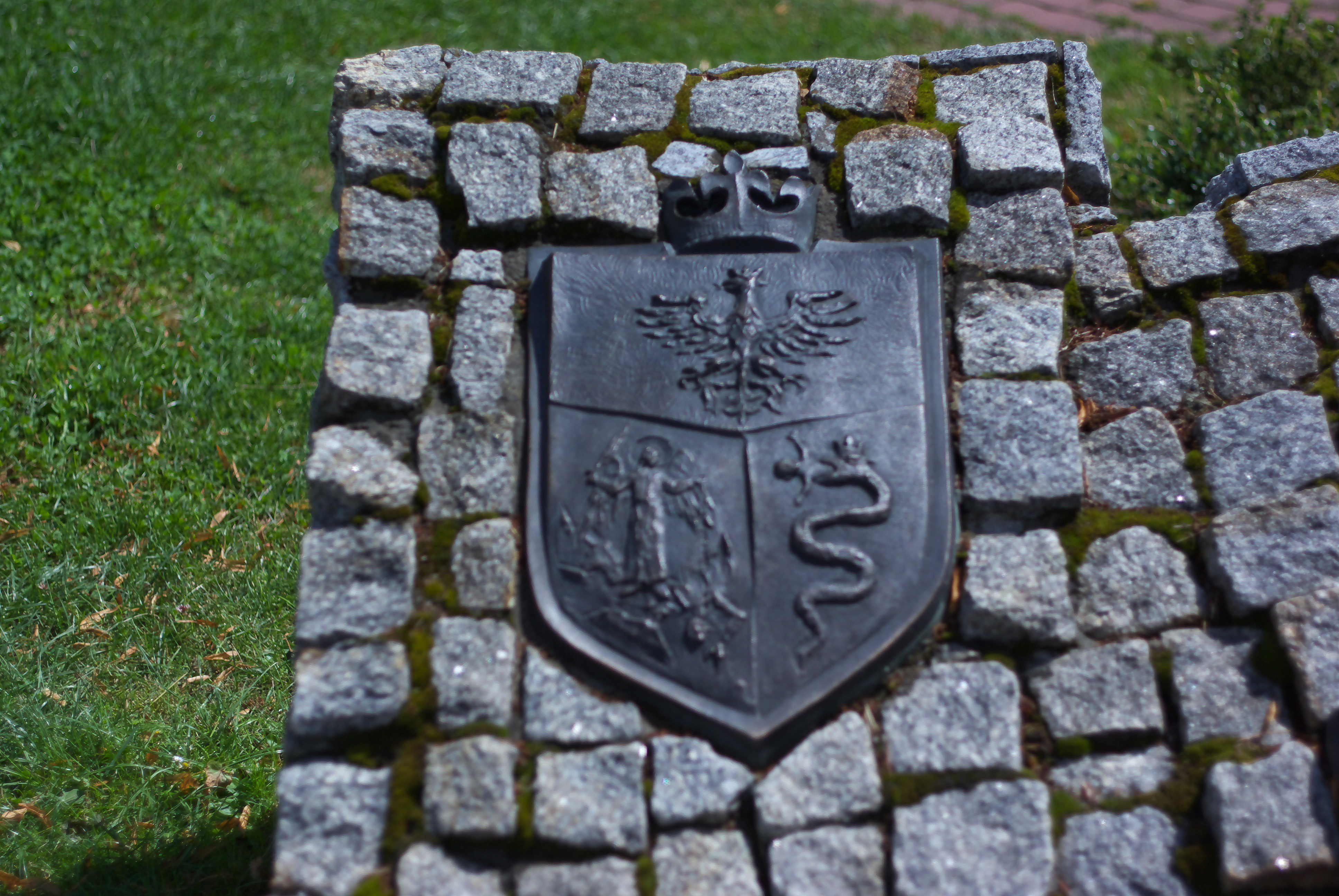
Герб Санока на пам’ятнику синам Санок палених та вбитих